# Formula–1 indiai nagydíj
Az indiai nagydíj helyszínéül a Greater Noida közelében lévő Buddh International Circuit szolgál Indiában, amely Delhitől 50 km-re található. Az első nagydíjat 2011. október 30-án rendezték, a 2011-es világbajnokság 17. futamaként. A nagydíjat 2014-től nem rendezik meg.

## Győztesek
| Év   | Versenyző        | Konstruktőr      | Pálya         | Összefoglaló |
| ---- | ---------------- | ---------------- | ------------- | ------------ |
| 2013 | Sebastian Vettel | Red Bull-Renault | Greater Noida | Összefoglaló |
| 2012 | Sebastian Vettel | Red Bull-Renault | Greater Noida | Összefoglaló |
| 2011 | Sebastian Vettel | Red Bull-Renault | Greater Noida | Összefoglaló |